# Накараву

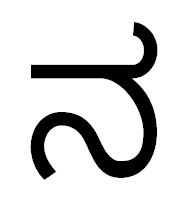
Накараву

Накараву (канн. ನಕಾರವು) — на, буква алфавита каннада, обозначает  переднеязычный носовой согласный /n/. Накараву - одна из букв, которые одинаково пишутся и в каннада, и в телугу, но при этом отличается написание подписных. Подписная «на» называется наотту.
Кагунита: ನಾ , ನಿ , ನೀ , ನು , ನೂ , ನೃ , ನೆ , ನೇ , ನೈ , ನೊ , ನೋ , ನೌ .

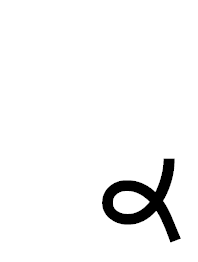
Наотту (каннада)
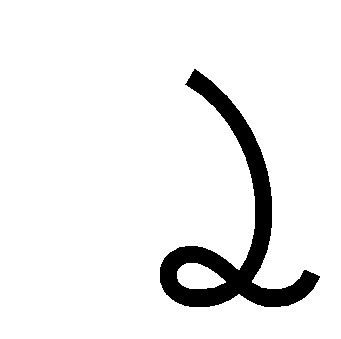
Наватту (телугу)